# Sohnke-Ways
Sohnke-Ways war die Bezeichnung für Schifffahrtswege in der Nordsee, die nach dem Zweiten Weltkrieg entmint wurden, um sichere Schiffspassagen zu gewährleisten.
Die britische Schiffsversicherung „Lloyd’s“ benannte diese autobahnähnlichen Fahrwege nach einem ihrer Erfinder, Franz Peter Sohnke, dem damaligen ersten Vorsitzenden des Sub-Komitees für Sicherheit und Navigation der International Maritime Organization und späteren Ministerialrat der Abteilung Seeverkehr des Bundesverkehrsministeriums.